# Le Lion de Babylone
Pour les articles homonymes, voir Lion de Babylone.
Pour plus de détails, voir Fiche technique et Distribution.
Le Lion de Babylone (Der Löwe von Babylon) est un film allemand écrit et réalisé par Johannes Kai et sorti en 1959. 

## Synopsis
Le cheikh de la tribu Haddedihn, Hajji Halef Omar et Kara Ben Nemsi découvrent les machinations d'un fonctionnaire à l'allure honorable, le Saefir, qui doit en réalité sa fortune à un important trafic d'armes à la tête duquel il est. Säfa et Ikbal, deux jeunes frères et sœurs, vivent dans son palais sur l'Euphrate. Säfa pense que le Säfir est son père mais elle est en réalité la fille du capitaine de police Dosorza totu comme Ikbal. Leur mère a été tuée par des passeurs vingt ans auparavant et les enfants ont été kidnappés, Dosorza pensant qu'elle est morte.
Plus tard, Ikbal tombe amoureux de la fille du marchand Irida, qui l'empêche de piller une caravane pour le Säfir. Par colère, Celui-ci les fait jeter tous les deux dans un cachot, dans lequel languissent également le professeur allemand Ignaz Pfotenhauer et l'excentrique voyageur anglais Sir David Lindsay.
Kara Ben Nemsi se faufile plus tard dans le palais pour libérer les prisonniers tandis que la police, alertée par Säfa, encercle le palais. Kara Ben Nemsi parvient à libérer les prisonniers à la dernière minute et Safir finit par avoir ce qu'il mérite.

## Fiche technique
- Titre original : Der Löwe von Babylon
- Titre français : Le Lion de Babylone
- Titre espagnol : En las ruinas de Babilonia
- Réalisation : Johannes Kai, Ramón Torrado
- Scénario : Johannes Kai, Wolfgang Schnitzler
- Photographie : Ricardo Torres
- Montage : Gaby Peñalba, Claus von Boro
- Musique : Ulrich Sommerlatte
- Pays d'origine : Allemagne, Espagne
- Langue originale : allemand
- Format : couleur
- Genre : aventures
- Durée :  
  - 120 minutes d'après l'IMDB  
  - 99 minutes d'après filmportal.de
- Dates de sortie :  
  - Allemagne de l'Ouest : 20 octobre 1959
  - Espagne : 5 septembre 1960

## Distribution
- Georg Thomalla : Hadschi Halef Omar
- Helmuth Schneider : Kara ben Nemsi (comme Helmut Schneider)
- Theo Lingen : Sir David Lindsay
- Mara Cruz : Säfa
- Pilar Cansino : Irida (comme Pilar Cansina)
- Rafael Luis Calvo : Säfir
- Fernando Sancho : Prof. Ignaz Pfotenhauer
- Antonio Casas : Dosorza (comme Antonio Casas-Arenzana)
- Pedro Giménez : Ikbal
- Ángel Álvarez : Kepek
- José Manuel Martín : Aftab

Non crédités
- Barta Barri : Pädar
- Francisco Bernal : Sergeant
- Xan das Bolas : Abdullah
- Francisco Colomer :
- Francisco Montalvo : Osman Pascha
- Amelia Ortas : Hanneh
- José Riesgo : Ali
- José Sepúlveda : Sandschaki from Hille
- Rafael Vaquero :